# Голицын, Сергей Борисович
Голицын Сергей Борисович, князь (25 сентября (5 октября) 1687 — 7 (18) декабря 1758) — царедворец, «ближний» стольник, полковник пехотного полка своего имени, статский советник, участник Северной войны. 

## Биография
Сын князя Б. А. Голицына. Основатель третей (младшей) линии третьей ветви рода князей Голицыных. Известен его внук — князь С.Ф. Голицын, полководец, генерал от инфантерии, член Государственного Совета.
Согласно прошению об отставке с пожалованием ранга, поданного в Сенат в 1741 году, состоял в службе «ближним» стольником царя Петра I c 1692 года (?). Согласно родословной князей Голицыных, служил комнатным стольником, в придворном звании камер-юнкера, Двора великой княжны Натальи Алексеевны, дочери царевича Алексея Петровича. По другим сведениям — комнатный стольник Двора царевны Натальи Алексеевны, сестры Петра I.
Согласно прошению об отставке, для обучения «послан был в чужие края» в 1703, а «с означенного по нынешнее время, кроме показанного чина, ранга никакого <…> не получил». По другим сведениям, первоначальное образование получил в одной немецких школ в Москве. С 22 января (2 февраля) 1704 послан учиться в Берлинскую академию. С 30 января (10 февраля) 1705 дан ему «пас[порт]». По рекомендации Ф. Валтера из Вольфенбюттеля, из Берлина послан в Копенгагенскую академию.
По прошению отца, для женитьбы на девице П. Ф. Головиной Петром I ему было разрешено вернуться в Россию. 30 марта (10 апреля) 1707 он явился на смотр в ставку Петра I в местечке Жолква (Украина) «и жаль, что рано оттуда взят». 29 апреля (10 мая) 1707 отпущен в Москву на бракосочетание, с условием царя: «дабы больше года ему на Москве не быть, но паки послать доучитца (понеже кроме языка ничего ещё не знает) и чтоб вечного у него не потерять»
В мае 1709 разрешено ему Царским Величеством находиться при отце, в связи с болезнью кн. Б. А. Голицына. Вместе со старшим братом — кн. А. Б. Голицыным, полковником Вятского пехотного полка, в звании и должности полковника того же полка, одновременно именуемого, по своему командиру, пехотным полком кн. С. Б. Голицына, сопровождал Петра I в его заграничной поездке (август-ноябрь 1709) в Пруссию. В период с 20 по 27 сентября (8 октября) 1709 охранял царя и его свиту в плавании из польского местечка Сольцы в Торунь (Торн) по р. Висле, был «в конвое и в гребцах». В том же чине полковника, из Грейфсвальда (Померания) доставил 24 октября (4 ноября) 1712 письмо Петра I в Сенат, с распоряжением царя о разделе поместий и вотчин после кн. М. Я. Черкасского. В 1716 отведён ему участок в 14-й линии набережной р. Большой Невы, Васильевского о-ва, С.-Петербурга, под «каменное по берегу строение». Указом Е. Ц. В. от 12 (23) апреля 1718, с Партикулярной верфи велено ему получить в потомственное владение и содержать личный боуер так называемого «Невского флота». Пожалование свидетельствует о нахождении князя в числе ближних царедворцев Петра I. В том же году стал участником суда над царевичем Алексеем Петровичем. В чине стольника 24 июня (5 июля) 1718 подписался под смертным приговором царевичу.
Явился на Генеральный смотр 16 (27) января 1722, «а в службе не был». Оставался «не у дел» после смерти Петра I. Из числа «не бывших в службе» царедворцев определён «к делам» указом Анны Иоанновны от 6 (17) января 1732. Приговором Сената от 26 января (6 февраля) 1732, велено его «определить к делам». Однако, назначения на какую-либо должность, по-видимому, не получил.
По справке из Герольдмейстерской конторы, составленной к прошению об отставке, в «службе» не был. По рассмотрению Сенатом прошения, представлен 27 августа (7 сентября) 1741 к отставке от службы «вовсе, без взятия рекрут», «за старостию и за болезнью», с пожалованием из комнатных («ближних») стольников в статские советники. «Хотя из таковых чинов какими рангами награждать, точных указов и не имеется» Сенат решил, что «кн. Голицына надлежит наградить рангом ст. советника», согласно имевшимся прецедентам за 1731 и 1741 год. По докладу Сената на имя императрицы Елизаветы Петровны, высочайше отставлен от службы с 7 (18) июня 1742, с пожалованием из комнатных стольников в чин статского советника. Князь С. Б. Голицын стал одним из трёх в российской истории статских советников, пожалованных в этот чин сразу из комнатных стольников XVII века.
Похоронен со второй супругой в нижней Казанской церкви Богоявленского собора бывшего Богоявленского монастыря.

## Владения
Московский домовладелец. Владел домом в С.-Петербурге «подле Адмиралтейского луга» (совр. адрес — ул. М. Морская, 18), который на протяжении 1740-х — 1750-х сдавал им и его наследниками столичным купцам и иностранцам под торговлю привозными товарами.
Помещик с. Ерденево, на рчк. Каменке, Манатьина Быкова и Коровина стана Московского уезда (имение впоследствии перешло во владение князей Черкасских); помещик того же стана, знаменитого имения в селе Марфино (Богородское тож) и селе Фоминского, с пустошами, которыми владел до 1728 года, в т. ч. в 1714 унаследовав отцовскую долю.
К 1717 в Галицком уезде за ним была дер. Княжино; за ним же вотчина — с. Бараножево, Комельской волости, сельцо Петрики и дер. Ботова, Обнорской волости, Вологодского уезда; за ним же вотчина — с. Силковичи, Сухиницкого стана, Мещовского уезда; за ним с. Меховцы, Стародубского стана, Суздальского уезда, а также сельцо Алексеевское, Симбирского уезда (позднее с. Алексеевское, Хвалынского уезда Пензенской губ.), сельцо Новокрещеново-Никольское, Пензенского уезда, сельцо Лайково-Богородское (Мелтихино тож), Звенигородского уезда (ныне Одинцовский р-он) — и др.

## Семья
Был женат дважды.
- С 1707 — на графине П. Ф. Головиной (07.10.1687—10.01.1720), дочери боярина и генерал-адмирала, графа Ф. А. Головина. В первом браке пять сыновей: Смарагд, Яков, Алексей, Фёдор, Борис Старший, —  и две дочери: Мария и Анна, в замужестве Аргамакова.

- С 1722 — на княжне М. А. Милославской (17.01.1698—27.12.1767), дочери князя Александра Ивановича Милославского, от брака с девицей Соковниной Софьей Алексеевной. Во втором браке четыре сына: Пётр, Александр, Василий, Борис Младший.

В семье князя С. Б. Голицына, кроме собственных детей, воспитывались, после гибели родителей — в 1717 году, и до поступления в 1732 году в основанный Сухопутный шляхетный кадетский корпус, два малолетних брата, родные племянники кн. С. Б. Голицына и дети выдающегося русского военно-дипломатического деятеля, картографа, учёного и путешественника, князя Александра Джамбулатова Бековича-Черкасского: князь Александр Александрович Бекович-Черкасский Старший, будущий полковник, участник Семилетней войны, и князь Александр Александрович Бекович-Черкасский Младший, будущий член Обер-егермейстерской канцелярии и бригадир.